# Bárcsak itt lennék
A Bárcsak itt lennék (eredeti cím: Wish I Was Here) 2014-es amerikai vígjáték filmdráma, amelyet Zach Braff rendezett. A főbb szerepekben Zach Braff, Donald Faison, Josh Gad, Pierce Gagnon, Ashley Greene, Kate Hudson, Joey King, Jim Parsons és Mandy Patinkin látható.
A film világpremierje 2014. január 18-án volt a Sundance Filmfesztiválon, majd 2014. július 18-án a Focus Features korlátozott számú moziban bemutatta. Ez volt James Avery és Allan Rich utolsó filmes szereplése 2013. december 31-én, illetve 2020. augusztus 22-én bekövetkezett haláluk előtt.

## Cselekmény
Aidan Bloom 35 éves, kétgyermekes apa, aki színészként próbál befutni Los Angelesben, miközben felesége, Sarah unalmas adatbeviteli munkát végez. Ahhoz, hogy gyermekeiket, Tuckert és Grace-t zsidó iskolába küldhessék, Aidan apjának, Gabe-nek a segítségére támaszkodnak, aki ragaszkodott az ortodox zsidó iskolához.
Amikor Gabe elárulja rákjának kiújulását, közli Aidannel, hogy úgy döntött, a maradék pénzét egy új őssejtkezelésbe fekteti, ami miatt az unokái nem tudnak többé iskolába járni. Miután az iskola igazgatója, Twersky rabbi nem hajlandó segítséget nyújtani Blooméknak, Sarah azt javasolja, hogy Aidan tanítsa otthon a gyerekeket, és ezzel kezdetét veszi az önfelfedező kalandjuk. Azáltal, hogy Aidan a maga módján tanítja őket az életre, fokozatosan felfedezi önmagának néhány olyan részét, amelyet nem talált meg.
Aidan elviszi a gyerekeket kempingezni a sivatagba. A következő napon egy Aston Martin tesztvezetésére kerül sor, mivel Grace parókát visel, és az eladó tévesen azt hiszi, haldoklik. Később Aidan a gyerekekkel együtt javítgatja az udvarukat, Mr. Miyagi tanulásaként emlegetve (A Karate kölyökre utalva). Aidan becsapja a gazdag szomszéd cselédlányát, hogy azt higgye, ő és a gyerekek azért vannak ott, hogy kitakarítsák a medencét, hogy megtanítsa Grace-t úszni.
Aidan bátyja, Noah elzárkozik, és nem akar bébiszitterkedni a bátyjának. Nem hajlandó látni haldokló apját sem, akitől elhidegült. Noah beleszeret a szomszédjába, Janine-be, aki jelmezkészítő. Ez adja az ötletet, hogy lenyűgözze a lányt azzal, hogy jelmezt készít a San Diego-i Comic-Conra. El is megy, és meg is szerzi a lányt. Amikor Gabe közeledik a halálhoz, felhívja Aidant, hogy megkérje, jöjjön el, és hozza el a kedvenc fagylaltját és Noah-t. Meglepő módon elhagyja a kongresszust, hogy csatlakozzon hozzájuk Gabe oldalán.
Aidan közelebb kerül a feleségéhez, a gyerekeihez és a hitéhez a fiatal Rosenberg rabbi, a bátyja és az apja segítségével. A változás miatt Grace boldogan kezdi a középiskolát. Sarah szembeszáll a munkahelyi zaklatójával, ő egy évnyi végkielégítést kap, a férfi pedig sok órányi kötelező szexuális zaklatás elleni tréninget, és kirúgják. Aidan munkát kap és színészetet kezd el tanítani.

## Szereplők
| Szerep          | Színész           | Magyar hang      |
| --------------- | ----------------- | ---------------- |
| Aidan           | Zach Braff        | Rajkai Zoltán    |
| Sarah           | Kate Hudson       | Bertalan Ágnes   |
| Anthony         | Donald Faison     | Seder Gábor      |
| Grace           | Joey King         | Ruszkai Szonja   |
| Noah            | Josh Gad          | Elek Ferenc      |
| Paul            | Jim Parsons       | Takátsy Péter    |
| Tucker          | Pierce Gagnon     | Gáll Dávid       |
| Gabe            | Mandy Patinkin    | Ujréti László    |
| Janine          | Ashley Greene     | Pánics Lilla     |
| Jerry           | Michael Weston    |                  |
| Rosenberg rabbi | Alexander Chaplin | Seszták Szabolcs |
| Twersky rabbi   | Allan Rich        |                  |
| James McGuire   | James Avery       |                  |

### Magyar változat
- Bemondó: Orosz Gergely
- Magyar szöveg: Niklosz Krisztina
- Hangmérnök: Bederna László
- Vágó: Pilipár Éva
- Gyártásvezető: Vigvári Ágnes
- Szinkronrendező: Orosz Ildikó
- Produkciós vezető: Jávor Barbara

A szinkront a Direct Dub Studios készítette el.

## A film készítése
A forgatás 25 napig tartott; 2013. augusztus 5-én kezdődött Los Angelesben és 2013. szeptember 6-án ért véget.

## Bemutató
A film első előzetese 2014. április 9-én jelent meg.
Világpremierje a 2014-es Sundance Filmfesztiválon volt 2014 januárjában, 10 évvel Braff A régi környék című rendezői debütálása után. A Focus Features 2,75 millió dollárért vásárolta meg a film forgalmazási jogait Észak-Amerikában, Lengyelországban és Dél-Afrikában a Weinstein Companyval, a Fox Searchlight Pictures-szel, a Lionsgate-tel és a CBS Films-szel folytatott licitháborút követően.
A Sundance-bemutató után bejelentették, hogy a film 2014. július 18-án kerül bemutatásra, kizárólag New Yorkban és Los Angelesben. A film végül valamivel szélesebb körben, 68 moziban játszották a nyitóhétvégén. A megjelenés ezután július 25-én bővült. A londoni bemutatón 2014. szeptember 18-án Kate Hudson és Zach Braff is részt vett.